# Joseph Akpala
Joseph Eneojo Akpala (Jos, 24 de agosto de 1986) es un exfutbolista nigeriano que jugaba de delantero. Es entrenador asistente del K. V. Kortrijk de Bélgica.

## Selección nacional
Fue internacional con la selección de fútbol de Nigeria en nueve ocasiones y anotó un gol. El mismo se lo hizo a Francia en un amistoso disputado el 2 de junio de 2009 en el Stade Geoffroy-Guichard de Saint-Étienne.

### Goles con selección nacional
| Gol | Fecha              | Sede                                            | Oponente | Marcador | Resultado | Competencia |
| --- | ------------------ | ----------------------------------------------- | -------- | -------- | --------- | ----------- |
| 1.  | 2 de junio de 2009 | Stade Geoffroy-Guichard, Saint-Étienne, Francia | Francia  | 0 - 1    | 0 – 1     | Amistoso    |

## Clubes
| Club               | País           | Año       |
| ------------------ | -------------- | --------- |
| Bendel Insurance   | Nigeria        | 2005-2006 |
| Charleroi S. C.    | Bélgica        | 2006-2008 |
| Club Brujas        | Bélgica        | 2008-2012 |
| Werder Bremen      | Alemania       | 2012-2013 |
| Karabükspor        | Turquía        | 2014-2015 |
| K. V. Oostende     | Bélgica        | 2015-2018 |
| Al-Faisaly         | Arabia Saudita | 2018-2019 |
| K. V. Oostende     | Bélgica        | 2019-2020 |
| Dinamo de Bucarest | Rumania        | 2021      |